# Teresa Wargocka

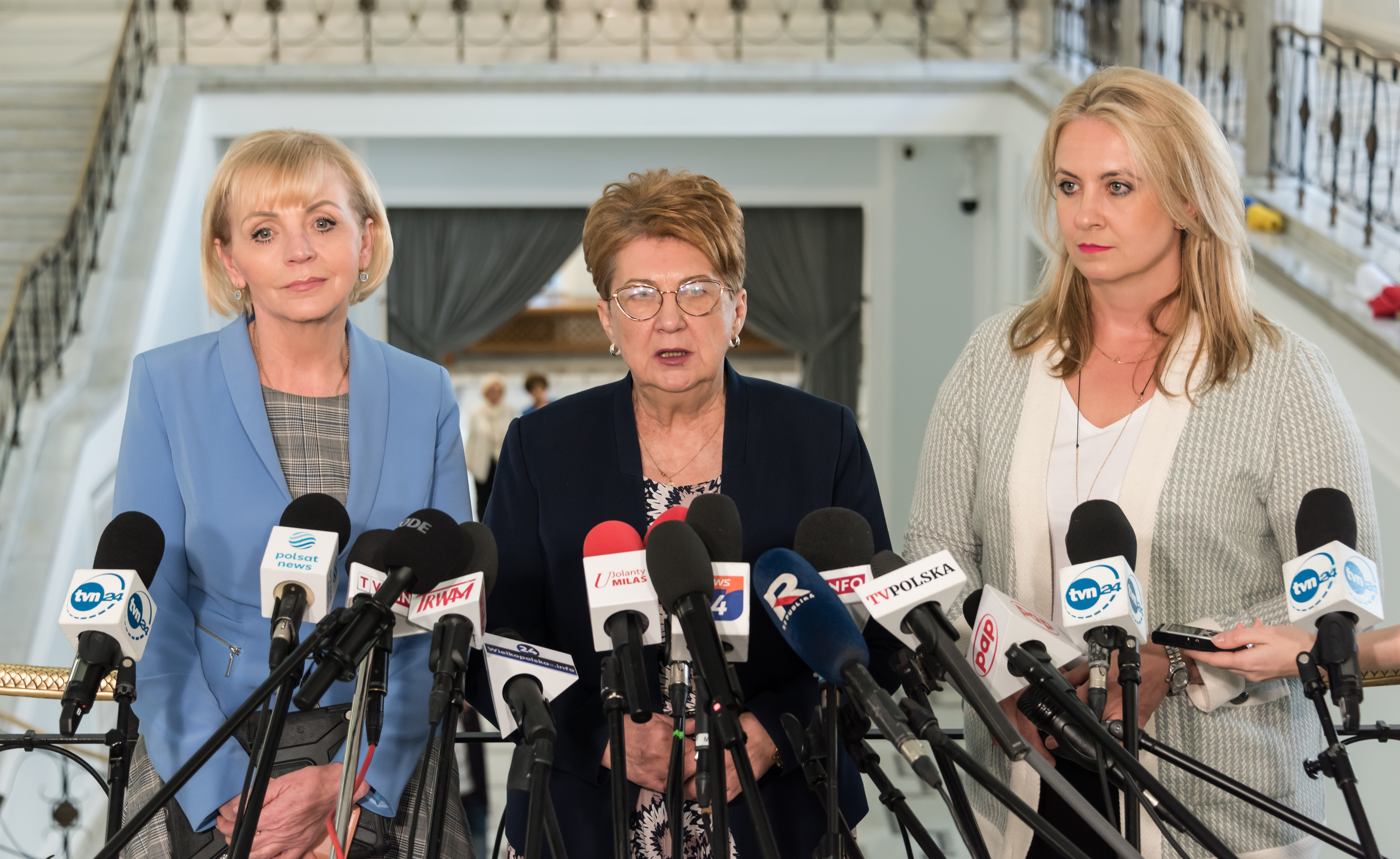
Teresa Wargocka (w środku) z posłankami Anną Kwiecień i Katarzyną Sójką podczas konferencji prasowej w Sejmie (2023)

Teresa Anna Wargocka z domu Duszczyk (ur. 18 grudnia 1955 w Mińsku Mazowieckim) – polska polityk, nauczycielka i samorządowiec. Posłanka na Sejm VI, VIII i IX kadencji, w latach 2015–2017 sekretarz stanu w Ministerstwie Edukacji Narodowej.

## Życiorys
Ukończyła studia z zakresu filozofii na Katolickim Uniwersytecie Lubelskim. Początkowo zatrudniona w Fabryce Urządzeń Dźwigowych w Mińsku Mazowieckim, następnie była zawodowym kuratorem sądowym dla nieletnich. Od 1985 pracowała w internacie, a od 1992 w Zespole Szkół nr 1 im. Kazimierza Wielkiego w Mińsku Mazowieckim, w 2000 została powołana na funkcję dyrektorki tej placówki. W 1981 wstąpiła do „Solidarności”. Od 2004 związana z Prawem i Sprawiedliwością.
W grudniu 2006 objęła mandat radnej sejmiku mazowieckiego. W wyborach parlamentarnych w 2007 została wybrana do Sejmu VI kadencji z listy PiS, otrzymując w okręgu siedleckim 6787 głosów. W 2011 nie została ponownie wybrana. W 2014 bez powodzenia kandydowała do Parlamentu Europejskiego. W tym samym roku uzyskała ponownie mandat radnej sejmiku mazowieckiego.
W 2015 ponownie wystartowała do Sejmu w okręgu siedleckim. Uzyskała mandat poselski, otrzymując 8567 głosów. 19 listopada 2015 została powołana na stanowisko sekretarza stanu w Ministerstwie Edukacji Narodowej. 10 marca 2017 odwołana z tego stanowiska. Była członkiem rady Fundacji Rozwoju Systemu Edukacji. W 2019 ponownie ubiegała się o mandat eurodeputowanej. W wyborach krajowych w tym samym roku z powodzeniem kandydowała natomiast do Sejmu IX kadencji, otrzymując 10 767 głosów i zdobywając mandat poselski. Nie kandydowała w kolejnych wyborach parlamentarnych w 2023. W 2024 kolejny raz uzyskała mandat radnej sejmiku.

## Odznaczenia
W 2007 otrzymała Brązowy Krzyż Zasługi.